# Phyllothecaceae
A  família Phyllothecaceae surgiu 1828, quando Brongniart descreveu a Espécie-tipo Phyllotheca australis procedente de Hawkesbury River, Australia. 